# Беловское (Ярославская область)
Беловское — деревня Шашковского сельского округа в Назаровском сельском поселении Рыбинского района Ярославской области .
Деревня расположена на левом берегу Смердовки, на небольшом удалении от её устья. Через Беловское проходит просёлочная дорога из Василева на Мокеевское, которая около Погорелки выходит на автомобильную дорогу Рыбинск-Тутаев (по левому берегу).
Село Белавино указано на плане Генерального межевания Романовского уезда 1790 года. После объединения уездов в 1822 году Белавино относилось к Романово-Борисоглебскому уезду .
Неподалёку от деревни в устье Смердовки находится археологический памятник стоянка VI тысячелетия до н.э. .
На 1 января 2007 года в деревне не числилось постоянных жителей. Почтовое отделение Ераково обслуживает в деревне Беловское 30 домов.